# مارسيل هنري
مارسيل هنري (بالفرنسية: Marcel Henry)‏ هو سياسي فرنسي، ولد في (30 أكتوبر 1926 في فرنسا. حزبياً، نشط في حركة الشعب في ماهوريه ‏. وقد انتخب عضو مجلس الشيوخ الفرنسي.